# Pentax K-7
Pentax K-7 – zaawansowana lustrzanka cyfrowa formatu APS-C, produkowana przez japońską firmę Pentax. Premiera K-7 miała miejsce 20 maja 2009. 
Aparat posiada mocowanie obiektywów typu KAF, które umożliwia dołączenie zarówno najnowszych obiektywów serii DA jak i wcześniejszych (wyposażonych w funkcję Power Zoom oraz manualnych), a także za pośrednictwem specjalnych adapterów obiektywów z gwintem M42, obiektywów formatu 645 oraz 67. Do aparatu przewidziany jest dodatkowy uchwyt pionowy D-BG4, umożliwiający użycie dodatkowego akumulatora lub sześciu baterii typu AA.

## Cechy aparatu
- uszczelniony korpus wykonany ze stopu magnezowego,
- odporność na niskie temperatury (do -10 °C),
- tryb podglądu na żywo z automatycznym ustawianiem ostrości metodą detekcji kontrastu,
- 77 polowy pomiar ekspozycji,
- nowy procesor obrazowy PRIME II
- maksymalna czułości ISO 6400,
- wykrywanie twarzy,
- zdjęcia seryjne z prędkością do 5,2 kl/s
- automatyczna korekcja dystorsji i aberracji chromatycznej,
- widoczność 100% kadru w wizjerze,
- nagrywanie filmów w rozdzielczości 1536 × 1024 pikseli w formacie 16:9 w tempie 30 kl/s z dźwiękiem,
- gniazdo HDMI
- elektroniczny wskaźnik poziomu,
- funkcja HDR łącząca 3 klatki w jedno zdjęcie o szerokim zakresie dynamiki,
- możliwość przypisania do zdjęcia informacji o prawach autorskich,
- dedykowane obiektywy z uszczelnieniami (typu WR).